# Джедхонсуефанх
Джедхонсуефанх (Джедхонсиуефанх) — верховный жрец Амона в Фивах с 1054 года до н. э. до 1045 год до н. э.. Имя Джедхонсуефанх означает «Хонсу сказал: он будет жить».
Джедхонсуефанх был сыном Пинеджема I, верховного жреца Амона и фактического правителя Верхнего Египта. Его матерью была, вероятно, Дуатхатхор-Хенуттави, дочь Рамсеса XI, последнего правителя XX династии, а женой — Джедмутесанх, певица Амона. Джедхонсуефанх сменил своего брата Масахарту на должности верховного жреца Амона во время крупных волнений в Фивах.
О времени правления Джедхонсуефанха практически нет никакой информации, и само его имя стало известно лишь по надписи на, ныне утерянном, саркофаге его сына. Джедхонсуефанх пробыл верховным жрецом всего около года, его преемником стал его сводный брат Менхеперра. Возможно Джедхонуефанх умер насильственной смертью в ходе беспорядков в Фивах.